# Paradaemonia gravis
Paradaemonia gravis är en fjärilsart som beskrevs av Jordan 1922. Paradaemonia gravis ingår i släktet Paradaemonia och familjen påfågelsspinnare. Inga underarter finns listade i Catalogue of Life.